# Grenzüberschreitende Zusammenarbeit an Oberrhein, Hochrhein und Bodensee
Grenzüberschreitende Zusammenarbeit an Oberrhein, Hochrhein und Bodensee ist die Zusammenarbeit in den Grenzregionen von Deutschland, Frankreich, der Schweiz, Österreich sowie Liechtenstein. Sie ist Teil des europäischen Einigungsprozesses und gilt mit ihren Integrationserfolgen als beispielhaft für andere Grenzregionen in Europa.

## Geschichte

### Oberrhein
Unmittelbar nach dem Zweiten Weltkrieg waren die Grenzen weitgehend abgeschottet. Grenzüberschreitende Zusammenarbeit fand am Oberrhein bei humanitärer Hilfe dennoch statt, beispielsweise in Form von Schülerspeisungen, Kleidergaben und Erholungstagen für Kinder in der Schweiz. Als erstes französisch-schweizerisches Projekt in der grenzüberschreitenden Zusammenarbeit wurde 1946 der Flughafen Basel-Mulhouse gebaut. Er wurde 1987 in „EuroAirport Basel-Mulhouse-Freiburg“ umbenannt und erhielt einen trinationalen Flughafenbeirat.
Die Aussöhnung insbesondere zwischen Deutschen und Franzosen wurde nach dem Krieg rasch vorangetrieben. Pater Jean du Rivau, Prof. Joseph Rovan, Wilhelm Hausenstein und später auch Alain Poher sowie Hans Filbinger engagierten sich in der Vereinigung B.I.L.D. (Bureau International de Liaison et de Documentation), die 1945/48 in Offenburg gegründet wurde. Joseph Rey, Oberbürgermeister von Colmar, initiierte erste grenzüberschreitende Begegnungen von Politikern. Daraus entstand 1964 die kommunale Interessengemeinschaft Mittleres Elsass-Breisgau C.I.M.A.B (Communauté d’Intérêts Moyenne Alsace-Breisgau).
1971 begannen auf Betreiben der Schweizerischen Vereinigung Regio Basiliensis und des Freiburger Regierungspräsidenten Dr. Hermann Person regelmäßige trinationale Gespräche im Rahmen der „Conférence Tripartite“. Im Zuge des „Bonner Abkommens“ wurde 1975 die Deutsch-französisch-schweizerische Regierungskommission gegründet. Im Süden ihres Mandatsgebiets wurde der Dreiseitige Regionalausschuss und im Norden der Zweiseitige Regionalausschuss gebildet.
Ab 1982 empfahl die Regierungskommission die gegenseitige Unterrichtung in umweltrelevanten Projekten, Planungen und Vorkommnissen. Seit 1992 tagen der Dreiseitige und der Zweiseitige Regionalausschuss als Deutsch-französisch-schweizerische Oberrheinkonferenz. Unter ihrem Dach wurden fachliche Arbeitsgruppen eingerichtet, die zunächst Empfehlungen und Berichte ausarbeiteten und zunehmend Projekte entwickelten.

### Hochrhein
Am Hochrhein war die 1973 auf nationaler Ebene gegründete Deutsch-Schweizerische Raumordnungskommission lange das einzige Gremium, das die gesamte Region abdeckte. Sie war vorwiegend auf Raumordnung ausgerichtet, aber auch mit Umwelt, Verkehr und Kultur befasst. Auf Grundlage des 1997 in Kraft getretenen „Karlsruher Übereinkommens“, das die Zusammenarbeit zwischen Gebietskörperschaften und örtlichen öffentlichen Stellen zwischen Deutschland, Frankreich, der Schweiz und Luxemburg betraf, wurde im selben Jahr die Hochrheinkommission gegründet. Sie versteht sich als Kommunikationsplattform und Instrument der praktischen Problemlösung. Die Geschäftsstelle der Hochrheinkommission befindet sich in Waldshut-Tiengen.

### Bodensee
Bereits 1959 wurde die Internationale Gewässerschutzkommission für den Bodensee mit dem Ziel gegründet, die Anstrengungen der Anliegerstaaten für die Reinhaltung des Sees zu koordinieren. 1972 folgte die Gründung der Bodenseekonferenz zunächst als informelle Plattform der Bodensee-Anrainerstaaten zur Klärung von Fragen der Raumordnung, des Umweltschutzes und des Verkehrs. Gründungsmitglieder waren Baden-Württemberg, Bayern, Vorarlberg und die Schweizer Kantone St. Gallen, Schaffhausen und Thurgau. Sie wurde 1979 in Internationale Bodenseekonferenz (IBK) umbenannt und schrittweise um die Kantone Zürich, Appenzell Ausserrhoden, Appenzell Innerrhoden und das Fürstentum Liechtenstein erweitert.
In den 1980er und 1990er Jahren wurden zahlreiche Kommissionen zu den Themenfeldern Verkehr, Kultur, Bildung/Wissenschaft/Forschung, Öffentlichkeitsarbeit, Umwelt sowie Gesundheit und Soziales gegründet, durch deren Arbeit viele Projekte verwirklicht wurden.

## EU-Politik
Die INTERREG-Programme der Regionalpolitik der Europäischen Union setzen 1990 neue Impulse der grenzüberschreitenden Zusammenarbeit. Durch dieses zunehmend besser dotierte Förderinstrument wurden erstmals ausschließlich grenzüberschreitende Projekte finanziell gefördert. Da die EU-Förderung abhängig von Kofinanzierungsmitteln der Projektpartner aus den Grenzregionen ist, liegen die dadurch ausgelösten Investitionen ca. doppelt hoch.
Am Oberrhein und am Bodensee unterstützt die EU auch die Arbeitsmarkt-Netzwerke EURES. Eine ebenfalls mit Mitteln der EU geförderte Institution ist die grenzüberschreitende Verbraucherberatung „Euroinfo Verbraucher“ in Kehl.

### Interreg-A Oberrhein
In den ersten beiden Auflagen des Programms von 1990 bis 1999 wurden in den Gebieten Oberrhein-Mitte-Süd und PAMINA insgesamt 211 Projekte mit Zuschüssen in Höhe von 51,05 Mio. Ecu gefördert. In der dritten Auflage INTERREG III A von 2000 bis 2006 wurden in den beiden Programmgebieten insgesamt 159 Projekte mit 45,1 Mio. Euro gefördert, in der vierten Auflage im Zeitraum von 2007 bis 2013 waren für den Oberrhein 67 Mio. Euro veranschlagt.

### Interreg-A Alpenrhein-Bodensee-Hochrhein
In den Regionen am Hochrhein und am Bodensee wurden mit den INTERREG-Programmen I bis III (Alpenrhein-Bodensee-Hochrhein) insgesamt 262 Projekte mit 27,28 Mio. Euro gefördert. In der vierten Programmauflage sind 23,8 Mio. Euro veranschlagt. Mit der fünften Förderung soll die Bodensee-S-Bahn vorangetrieben werden, die seit 2010 nicht weiter realisiert wurde.

## Gemeinsame grenzüberschreitende Gremien

### Oberrhein
Staatliche Gremien, die sich mit der grenzüberschreitenden Zusammenarbeit am Oberrhein befassen, sind die Deutsch-französisch-schweizerische Regierungskommission mit der Oberrheinkonferenz, und der Oberrheinrat.
Die staatsvertraglich abgesicherte Deutsch-französisch-schweizerische Regierungskommission ist das Dach der staatlichen grenzüberschreitenden Zusammenarbeit am Oberrhein.
Arbeitsgremium ist die ihr unterstellte Oberrheinkonferenz. Das Plenum der ORK kommt einmal jährlich zusammen, das Präsidium zwei- bis dreimal pro Jahr. Das Gemeinsame Sekretariat in Kehl, das vom Regierungspräsidium Freiburg verwaltet wird, organisiert die Plenar- und Präsidiumssitzungen, setzt die Beschlüsse der Oberrheinkonferenz um, leistet Öffentlichkeitsarbeit und stellt einen regelmäßigen Kontakt zwischen der Oberrheinkonferenz und den anderen an der grenzüberschreitenden Zusammenarbeit Beteiligten her. Es besteht aus den Delegationssekretären Deutschlands, Frankreichs und der Schweiz, unterstützt von zahlreichen Arbeitsgruppen und Expertenausschüssen. Die Oberrheinkonferenz verfügt über ein gemeinsames Budget. Sitz des Gemeinsamen Sekretariats ist die Villa Rehfus in Kehl in unmittelbarer Nachbarschaft von Straßburg.
Das gemeinsame Sekretariat wird durch einen Koordinationsausschuss begleitet, in dem die kofinanzierenden Länder Baden-Württemberg und Rheinland-Pfalz, der französische Staat, der Conseil Régional d’Alsace, der Conseil Général du Bas-Rhin, der Conseil Général du Haut-Rhin, sowie die Schweizer Kantone Basel-Stadt, Basel-Landschaft, Aargau, Jura, Solothurn und die Regio Basiliensis vertreten sind.
Der Oberrheinrat ist ein Gremium der Zusammenarbeit aus gewählten Politikern aus den Landtagen, Regional-, General- und Kantonsräten sowie Kommunen. Er hat die Aufgabe, die Aktivitäten der Oberrheinkonferenz zu begleiten, grenzüberschreitende Projekte zu initiieren und die gemeinsame Entwicklung zu unterstützen.

### Hochrhein
Das internationale Gremium für die Zusammenarbeit am Hochrhein ist die Hochrheinkommission. Sie ist ein gemischt staatlich-kommunales Kooperationsgremium zwischen den Landkreisen Waldshut und Lörrach auf der deutschen sowie den Kantonen Aargau und Schaffhausen auf Schweizer Seite.

### Bodensee
Am Bodensee arbeiten die Anrainerländer und -kantone in der Internationalen Bodenseekonferenz zusammen. An ihrer Spitze steht die Konferenz der Regierungschefs. Ihr Arbeitsprogramm wird von ständigen Ausschuss und sieben Fachkommissionen vorbereitet. Die IBK verfügt über ein gemeinsames Budget. Die IBK-Geschäftsstelle sitzt in Konstanz. Außerdem arbeiten Abgeordnete aus dem Mandatsgebiet der IBK in der Parlamentarierkonferenz Bodensee zusammen. Sie tritt zweimal jährlich zusammen und hat die Bereiche Wirtschaft, Umwelt, Verkehr, Tourismus, Kultur,
Bildungspolitik und Gesundheit als Schwerpunktthemen. Die längste Tradition der Zusammenarbeit haben staatsvertraglich geregelte Fachkommissionen zum Schutz und zur Nutzung des Sees, etwa für den Gewässerschutz oder die Regulierung des Rheinzuflusses.

### Grenzüberschreitende Institutionen
Im europäischen Kompetenzzentrum in der „Villa Rehfus“ in Kehl arbeiten mehrere grenzüberschreitende Einrichtungen unter einem Dach zusammen: Die Fortbildungseinrichtung „Euroinstitut“, die Verbraucherberatung „Euroinfo Verbraucher“, das gemeinsame Sekretariat der Oberrheinkonferenz und die Bürgerberatungsstelle „INFOBEST Kehl/Strasbourg“.
Als Informations- und Beratungsstellen für grenzüberschreitende Fragen zwischen Deutschland, Frankreich und der Schweiz wurden ab 1991 vier Informations- und Beratungsstellen (INFOBEST) mit Sitz in Village-Neuf, Vogelgrun/Breisach, Kehl/Strasbourg und Lauterbourg eingerichtet. Sie bilden ein Netzwerk, als Ansprechpartner für Bürger, Vereine, Unternehmen, Verwaltungen und Politiker und organisieren auch selbst grenzüberschreitende Projekte.

### Koordinationsstellen in den Staaten
Für die grenzüberschreitende Zusammenarbeit auf regionaler Ebene sind in der Regel die Staatskanzleien zuständig. Für Baden-Württemberg nimmt das Regierungspräsidium Freiburg eine zentrale Rolle in der Koordination der grenzüberschreitenden Zusammenarbeit ein. Hierzu wurde 1986 eigens die Stabsstelle für grenzüberschreitende Zusammenarbeit und europäische Angelegenheiten unter langjähriger Leitung durch Wilderich von Droste zu Hülshoff eingerichtet. An diese Stabsstelle sind sowohl das Gemeinsame Sekretariat der Oberrheinkonferenz, als auch die Geschäftsstelle der internationalen Bodenseekonferenz haushaltstechnisch und organisatorisch angebunden. Auch das Personal des Landes in den grenzüberschreitenden Einrichtungen wird von dort entsandt. Zahlreiche Koordinationsaufgaben bei der Zusammenarbeit an allen baden-württembergischen Außengrenzen werden im Auftrag der Landesregierung dort geleistet.
Ähnliche Aufgaben nehmen für die Kantone der Nordwestschweiz die internationale Koordinationsstelle der Regio Basiliensis und die Beauftragten für Außenbeziehungen in den Schweizerischen Grenzkantonen wahr. Im Elsass nehmen entsprechende Aufgaben für den französischen Staat das Secrétariat Géneral pour les Affaires Régionales et Européennes (SGARE) sowie Koordinationsbeauftragte bei der Région Alsace und den beiden elsässischen Départements wahr.

## Maßnahmen und Projekte

### Oberrhein
Der Oberrhein gilt als Modellregion der grenzüberschreitenden Zusammenarbeit in Europa, in der zahlreiche Projekte verwirklicht wurden. Beispiele sind die Infobest-Stellen entlang der Grenze, das trinationelle Jugendparlament und der Jugendfonds Oberrhein, gemeinsame Katastrophenhilfeübungen, ein gemeinsames Feuerlöschboot auf dem Rhein, der Museums-PASS-Musées, grenzüberschreitende Naturschutzprojekte, die Einrichtung eines Gemeinsamen Zentrums für die deutsch-französische Polizei- und Zoll-Zusammenarbeit und das Schüler- und Lehrer-Austauschprogramm „Trischola“. 2019 wurde das Projekt „PAWENA“ (Pfalz, Alsace, Wasser/Eau, Natur) gestartet. Fünf deutsche und französische Trinkwasserversorger im Nordelsass und der Südpfalz vernetzen ihre Wasserproduktionsstätten für eine nachhaltige Grundwasserbewirtschaftung.
Nachdem in der grenzüberschreitenden Zusammenarbeit bisher vorwiegend Hemmnisse abgebaut wurden, soll in Zukunft eine europäische Metropolregion geschaffen werden, die zu den wirtschaftsstärksten Regionen Europas zählt. Dazu werden in den vier Säulen der Metropolregion (Politik, Wirtschaft, Wissenschaft/Forschung, Bürgergesellschaft) Potentiale zur Förderung der Wettbewerbsfähigkeit der ansässigen Unternehmen, zu Spitzenleistungen in der Forschung und zu vermehrtem bürgerschaftlichen Engagement aktiviert.
Die dicht besiedelte, trinationale Region am Oberrhein mit etwa 6 Mio. Einwohnern eignet sich dazu, da sie geographisch, wirtschaftlich und kulturell stark verflochten ist. Sie hat eine hohe wirtschaftliche Leistungsfähigkeit, ist eine bedeutende Handels- und Transitzone mit einem dichten Straßen- und Schienennetz, mehreren Rheinhäfen und Flughäfen (Basel-Mulhouse-Freiburg, Straßburg sowie Karlsruhe/Baden-Baden) und wird nach den gegenwärtigen Prognosen in den nächsten Jahren weiterhin ein Bevölkerungswachstum, überwiegend durch Zuwanderung, verzeichnen.

### Hochrhein
Am Hochrhein wurden mit Hilfe von INTERREG-Mitteln über 130 Begegnungsprojekte durchgeführt, u. a. wurde die deutsche Grenzregion an der Schweizer Initiative slowUp, einem autofreien Erlebnistag, beteiligt. Außerdem wurde 2005 ein Regionales Entwicklungskonzept für den Hochrhein entwickelt, für das die Schwerpunktthemen Bildung, übergeordnete Verkehrsentwicklung, Wildkorridore, räumliche Bevölkerungsentwicklung und Tourismus festgesetzt wurde.

### Bodensee
Erfolge der Zusammenarbeit am Bodensee in den Bereichen Bildung und Kultur waren die Gründung der Internationalen Bodensee-Hochschule, die Künstlerbegegnung meet.einander in Vaduz und die gemeinsamen Kulturförderpreise. Außerdem werden derzeit Maßnahmen zur Reduzierung des Ammoniakausstoßes erarbeitet, die Internationale Bodenseekonferenz (IBK) verleiht jährlich einen Energieförderpreis und als INTERREG-Projekt wurde eine grenzüberschreitende Luftqualitätsanalyse durchgeführt. Im Bereich der Wirtschaft arbeiten sechs Wirtschaftskammern der Region in der Vereinigung der Bodensee-Industrie- und Handelskammern zusammen. Die Bodenseeregion ist auch am Lehrlingsaustauschprogramm Xchange beteiligt.
Ferner startete am 4. November 2009 das InterregIV-Projekt „Positionierung der Tourismusregion Internationaler Bodensee zur Optimierung des Destinationsmanagements“. Vertreter aus Tourismus, der Unternehmen und der Politik aus vier Nationen haben als Partner und Teilnehmer dieses Projekts die Voraussetzungen für das künftige Destinationsmanagement unter den spezifischen Voraussetzungen einer multinationalen Destination geschaffen.